# Biejków
Biejków dawniej też Bików – wieś w Polsce położona w województwie mazowieckim, w powiecie białobrzeskim, w gminie Promna. Przez miejscowość przebiega droga wojewódzka nr 731.
Wieś szlachecka Biejkowo położona była w drugiej połowie XVI wieku w powiecie grójeckim ziemi czerskiej województwa mazowieckiego. W latach 1975–1998 miejscowość administracyjnie należała do województwa radomskiego.
Wieś jest sołectwem w gminie Promna. 
W 2011 roku wybudowano nowy most na Pilicy, w miejsce istniejącego, całkowicie zniszczonego mostu drewnianego. Nowy most, o długości prawie 140 metrów, wykonany został w technologii stalowo-żelbetowej.